# 아와히로촌
아와히로촌(粟広村)은 오카야마현 아이다군에 있던 촌이다. 현재의 미마사카시에 해당한다.
1900년 3월 31일까지 요시노군에 속했다.

## 역사
- 1889년 6월 1일 - 정촌제 시행에 수반해 요시노군 아와히로촌이 발족하였다.
- 1900년 4월 1일 - 요시노군이 아이다군과 합병해 아이다군이 되었다.
- 1954년 11월 1일 - 다도노는 미마사카정에, 하세우치, 마가타, 무나카케는 가쓰타군 가쓰타정에 편입되었다.

### 도로
- 국도 제179호선

## 참고문헌
- 和泉橋警察署 『新旧対照市町村一覧』第2冊（東京 ： 加藤孫次郎、1889（明22））
- 地名編纂委員会 『角川日本地名大辞典33 岡山県』（角川学芸出版、1989、ISBN 4040013301）
- 岡山県英田郡粟広村役場『英田郡粟廣村史』（作州日報社、昭和29年10月31日発行）